# Pavel Yakovenko
Pour les articles homonymes, voir Iakovenko.
Pavel Aleksandrovitch Iakovenko (en russe : Павел Александрович Яковенко ; en ukrainien : Павло Олександрович Яковенко, Pavlo Oleksandrovytch Yakovenko), né le 19 décembre 1964 à Nikopol, est un footballeur international d'URSS et ukrainien.

## Biographie
Évoluant au poste de milieu de terrain, il joue notamment au Dynamo Kiev en URSS et au FC Sochaux en France.
Il est le père d'Oleksandr Iakovenko, footballeur professionnel en Belgique.

## Palmarès
Dynamo Kiev
- Vainqueur de la Coupe des vainqueurs de coupe en 1986.
- Finaliste de la Supercoupe de l'UEFA en 1986.
- Champion d'Union soviétique en 1985, 1986 et 1990.
- Vainqueur de la Coupe d'Union soviétique en 1985, 1987 et 1990.
- Vainqueur de la Supercoupe d'Union soviétique en 1986 et 1987.